# Marian Kurdziałek
Marian Kurdziałek (ur. 12 sierpnia 1920 w Bobrownikach, zm. 3 stycznia 1997 w Lublinie) – polski duchowny, doktor hab. prof.

## Życiorys
Studiował w Wyższym Seminarium Duchownym w Siedlcach oraz na Wydziale Filozofii Chrześcijańskiej Katolickiego Uniwersytetu Lubelskiego, w 1946 został wyświęcony na kapłana. W 1950 obronił pracę doktorską Gilbert Anglik i dygresje psychologiczne w jego „Compendium medicinae”, w 1963 po przeprowadzonym przewodzie habilitacyjnym na podstawie krytycznej edycji tzw. Quaternuli Dawida z Dinant otrzymał tytuł docenta, a w 1970 tytuł profesora nadzwyczajnego.
Piastował funkcję prodziekana, a także dziekana na Wydziale Filozofii Chrześcijańskiej Katolickiego Uniwersytetu Lubelskiego. Współpracował w redagowaniu haseł do Encyklopedii katolickiej.